# Donchian-Kanal
Der Donchian-Kanal (oder engl. Donchian channel) – benannt nach seinem Erfinder Richard Davoud Donchian (1905–1993) – ist ein Indikator, der in der Chartanalyse angewandt wird.
Er wird gebildet durch den Höchststand und den Tiefststand der letzten {\displaystyle n} Tage und stellt die Schwankungsbreite des Kurses in den letzten {\displaystyle n} Tagen dar.
Der Donchian-Kanal ist ein nützlicher Indikator, um die Volatilität der Marktpreise zu erkennen. Wenn der Preis stabil ist, ist der Kanal relativ schmal, bei großen Fluktuationen wird er breiter. Er kann strategisch für Trendfolgestrategien herangezogen werden, nach denen ein Ausbruch zu einem neuen Hoch ein Kaufsignal darstellt und ein Ausbruch zu einem neuen Tief ein Verkaufssignal ist. Diese Strategie bewährt sich vor allem bei klar definierten Bewegungen, während in Fällen, in denen der Marktzustand nicht eindeutig ist, die Strategie unprofitabel ist.